# Kummerow, Mecklenburgische Seenplatte
Kummerow är en kommun och ort i Landkreis Mecklenburgische Seenplatte i förbundslandet Mecklenburg-Vorpommern i Tyskland.
Kommunen ingår i kommunalförbundet Amt Malchin am Kummerower See tillsammans med kommunerna Basedow, Faulenrost, Gielow, Malchin och Neukalen.